# Дом-музей Джафара Джаббарлы
Дом-музей Джафара Джаббарлы — музей Азербайджана, посвящённый драматургу, поэту Джафару Джаббарлы.

## История
Музей был основан в 1976 году. Открытие музея состоялось 20 марта 1982 года по случаю 80-летия писателя в доме, в котором жил драматург.
Музей состоял из 7 комнат. Площадь музея составляла 220 м2.
Музей находился в подчинении Министерства культуры Азербайджана и являлся объектом культурного наследия Азербайджана.
В 1988 — 2005 годах земельный участок и постройки, относящиеся к дому-музею, были приватизированы членами семьи писателя. В результате с 2006 года музей не принадлежал государству. В результате оползня в стенах музея образовались глубокие трещины. По заключению специалистов, капитальный ремонт и восстановление дома исключены. 5 мая 2010 года музей был закрыт. 2 сентября 2010 года экспонаты музея (всего 9 790 единиц) в целях обеспечения сохранности были переданы в специальное помещение Азербайджанского государственного музея театра и выставляются в данном музее. В 2012 году земельный участок, на котором расположен музей, и постройки на нём были проданы строительной компании. На данном месте планируется возведение многоэтажного дома, и воссоздание на первом этаже дома-музея.
Кроме данного музея, функционирует дом-музей Дж. Джаббарлы в Хызы.
От имени музея был выпущен диск «Вольная птица», состоящий из песен, составленных писателем. 
В связи со 100-летием Дж. Джаббарлы была учреждена особая премия «Джаббарлы». Премия была вручена некоторым эстрадным артистам Азербайджана.

## Экспозиция
В музее хранилось 9 790 экспонатов, в том числе ценные документы, рукописи, прижизненные издания произведений, фотографии, отражающие жизнь и творчество писателя, личные и семейные вещи, сценические макеты, сделанные для постановки пьес, картины, портреты. 
Также в музее хранились подарки от выдающихся личностей и научные работы, посвященные наследию Дж. Джаббарлы. 
Первый зал был посвящён творчеству Джаббарлы в юношеские годы. Второй зал являлся кабинетом Джаббарлы. Интерьер и дизайн кабинета были сохранены в состоянии, которое было при жизни писателя. Третий зал раскрывал очередной этап творчества писателя. Четвёртый зал содержал экспонаты, связанные с музыкальной деятельностью Джаббарлы. Пятый зал был посвящён периоду 1928 — 1930-х годов. Шестой зал был посвящён последнему периоду творчества. В была зале представлена рукопись незавершенного произведения «Афганистан».
Директором музея является внучка писателя Гамар Сейфеддингызы.